# Éliminatoires du Championnat d'Europe de football 2004
Navigation
Éliminatoires Euro 2000 Éliminatoires Euro 2008
Les éliminatoires de l'Euro 2004 mettent aux prises, en 2002 et 2003, les fédérations européennes en vue de la qualification à la phase finale de l'Euro 2004.
Les équipes sont réparties en 10 groupes, 15 places sont à attribuer. Le Portugal, qualifié d'office pour la phase finale en tant que pays organisateur, est exempté de phase préliminaire.

## Groupe 1
| Rang | Équipe   | Pts | J | G | N | P | Bp | Bc | Diff |  | Résultats (▼ dom., ► ext.) |     |     |     |     |     |
| ---- | -------- | --- | - | - | - | - | -- | -- | ---- |  | -------------------------- | --- | --- | --- | --- | --- |
| 1    | France   | 24  | 8 | 8 | 0 | 0 | 29 | 2  | +27  |  | France                     |     | 5-0 | 3-0 | 5-0 | 6-0 |
| 2    | Slovénie | 14  | 8 | 4 | 2 | 2 | 15 | 12 | +3   |  | Slovénie                   | 0-2 |     | 3-1 | 4-1 | 3-0 |
| 3    | Israël   | 9   | 8 | 2 | 3 | 3 | 9  | 11 | -2   |  | Israël                     | 1-2 | 0-0 |     | 2-0 | 2-2 |
| 4    | Chypre   | 8   | 8 | 2 | 2 | 4 | 9  | 18 | -9   |  | Chypre                     | 1-2 | 2-2 | 1-1 |     | 2-1 |
| 5    | Malte    | 1   | 8 | 0 | 1 | 7 | 5  | 24 | -19  |  | Malte                      | 0-4 | 1-3 | 0-2 | 1-2 |     |

## Groupe 2
| Rang | Équipe             | Pts | J | G | N | P | Bp | Bc | Diff |  | Résultats (▼ dom., ► ext.) |     |     |     |     |     |
| ---- | ------------------ | --- | - | - | - | - | -- | -- | ---- |  | -------------------------- | --- | --- | --- | --- | --- |
| 1    | Danemark           | 15  | 8 | 4 | 3 | 1 | 15 | 9  | +6   |  | Danemark                   |     | 1-0 | 2-2 | 0-2 | 2-0 |
| 2    | Norvège            | 14  | 8 | 4 | 2 | 2 | 9  | 5  | +4   |  | Norvège                    | 2-2 |     | 1-1 | 2-0 | 1-0 |
| 3    | Roumanie           | 14  | 8 | 4 | 2 | 2 | 21 | 9  | +12  |  | Roumanie                   | 2-5 | 0-1 |     | 2-0 | 4-0 |
| 4    | Bosnie-Herzégovine | 13  | 8 | 4 | 1 | 3 | 7  | 8  | -1   |  | Bosnie-Herzégovine         | 1-1 | 1-0 | 0-3 |     | 2-0 |
| 5    | Luxembourg         | 0   | 8 | 0 | 0 | 8 | 0  | 21 | -21  |  | Luxembourg                 | 0-2 | 0-2 | 0-7 | 0-1 |     |

- La Norvège se classe devant la Roumanie grâce à de meilleurs résultats lors des confrontations directes (1-1; 1-0), la différence de buts générale ne départageant pas.

## Groupe 3
| Rang | Équipe      | Pts | J | G | N | P | Bp | Bc | Diff |  | Résultats (▼ dom., ► ext.) |     |     |     |     |     |
| ---- | ----------- | --- | - | - | - | - | -- | -- | ---- |  | -------------------------- | --- | --- | --- | --- | --- |
| 1    | Tchéquie    | 22  | 8 | 7 | 1 | 0 | 23 | 5  | +18  |  | Tchéquie                   |     | 3-1 | 4-0 | 5-0 | 2-0 |
| 2    | Pays-Bas    | 19  | 8 | 6 | 1 | 1 | 20 | 6  | +14  |  | Pays-Bas                   | 1-1 |     | 3-1 | 5-0 | 3-0 |
| 3    | Autriche    | 9   | 8 | 3 | 0 | 5 | 12 | 14 | -2   |  | Autriche                   | 2-3 | 0-3 |     | 2-0 | 5-0 |
| 4    | Moldavie    | 6   | 8 | 2 | 0 | 6 | 5  | 19 | -14  |  | Moldavie                   | 0-2 | 1-2 | 1-0 |     | 2-1 |
| 5    | Biélorussie | 3   | 8 | 1 | 0 | 7 | 4  | 20 | -16  |  | Biélorussie                | 1-3 | 0-2 | 0-2 | 2-1 |     |

## Groupe 4
| Rang | Équipe      | Pts | J | G | N | P | Bp | Bc | Diff |  | Résultats (▼ dom., ► ext.) |     |     |     |     |     |
| ---- | ----------- | --- | - | - | - | - | -- | -- | ---- |  | -------------------------- | --- | --- | --- | --- | --- |
| 1    | Suède       | 17  | 8 | 5 | 2 | 1 | 19 | 3  | +16  |  | Suède                      |     | 0-1 | 3-0 | 1-1 | 5-0 |
| 2    | Lettonie    | 16  | 8 | 5 | 1 | 2 | 10 | 6  | +4   |  | Lettonie                   | 0-0 |     | 0-2 | 3-1 | 3-0 |
| 3    | Pologne     | 13  | 8 | 4 | 1 | 3 | 11 | 7  | +4   |  | Pologne                    | 0-2 | 0-1 |     | 0-0 | 5-0 |
| 4    | Hongrie     | 11  | 8 | 3 | 2 | 3 | 15 | 9  | +6   |  | Hongrie                    | 1-2 | 3-1 | 1-2 |     | 3-0 |
| 5    | Saint-Marin | 0   | 8 | 0 | 0 | 8 | 0  | 30 | -30  |  | Saint-Marin                | 0-6 | 0-1 | 0-2 | 0-5 |     |

## Groupe 5
| Rang | Équipe     | Pts | J | G | N | P | Bp | Bc | Diff |  | Résultats (▼ dom., ► ext.) |     |     |     |     |     |
| ---- | ---------- | --- | - | - | - | - | -- | -- | ---- |  | -------------------------- | --- | --- | --- | --- | --- |
| 1    | Allemagne  | 18  | 8 | 5 | 3 | 0 | 13 | 4  | +9   |  | Allemagne                  |     | 2-1 | 3-0 | 1-1 | 2-1 |
| 2    | Écosse     | 14  | 8 | 4 | 2 | 2 | 12 | 8  | +4   |  | Écosse                     | 1-1 |     | 2-1 | 1-0 | 3-1 |
| 3    | Islande    | 13  | 8 | 4 | 1 | 3 | 11 | 9  | +2   |  | Islande                    | 0-0 | 0-2 |     | 3-0 | 2-1 |
| 4    | Lituanie   | 10  | 8 | 3 | 1 | 4 | 7  | 11 | -4   |  | Lituanie                   | 0-2 | 1-0 | 0-3 |     | 2-0 |
| 5    | Îles Féroé | 1   | 8 | 0 | 1 | 7 | 7  | 18 | -11  |  | Îles Féroé                 | 0-2 | 2-2 | 1-2 | 1-3 |     |

## Groupe 6
| Rang | Équipe          | Pts | J | G | N | P | Bp | Bc | Diff |  | Résultats (▼ dom., ► ext.) |     |     |     |     | Drapeau de l'Irlande du Nord (drapeau du Royaume-Uni) |
| ---- | --------------- | --- | - | - | - | - | -- | -- | ---- |  | -------------------------- | --- | --- | --- | --- | ----------------------------------------------------- |
| 1    | Grèce           | 18  | 8 | 6 | 0 | 2 | 8  | 4  | +4   |  | Grèce                      |     | 0-2 | 1-0 | 2-0 | 1-0                                                   |
| 2    | Espagne         | 17  | 8 | 5 | 2 | 1 | 16 | 4  | +12  |  | Espagne                    | 0-1 |     | 2-1 | 3-0 | 3-0                                                   |
| 3    | Ukraine         | 10  | 8 | 2 | 4 | 2 | 11 | 10 | +1   |  | Ukraine                    | 2-0 | 2-2 |     | 4-3 | 0-0                                                   |
| 4    | Arménie         | 7   | 8 | 2 | 1 | 5 | 7  | 16 | -9   |  | Arménie                    | 0-1 | 0-4 | 2-2 |     | 1-0                                                   |
| 5    | Irlande du Nord | 3   | 8 | 0 | 3 | 5 | 0  | 8  | -8   |  | Irlande du Nord            | 0-2 | 0-0 | 0-0 | 0-1 |                                                       |

## Groupe 7
| Rang | Équipe        | Pts | J | G | N | P | Bp | Bc | Diff |  | Résultats (▼ dom., ► ext.) |     |     |     |     |     |
| ---- | ------------- | --- | - | - | - | - | -- | -- | ---- |  | -------------------------- | --- | --- | --- | --- | --- |
| 1    | Angleterre    | 20  | 8 | 6 | 2 | 0 | 14 | 5  | +9   |  | Angleterre                 |     | 2-0 | 2-1 | 2-2 | 2-0 |
| 2    | Turquie       | 19  | 8 | 6 | 1 | 1 | 17 | 5  | +12  |  | Turquie                    | 0-0 |     | 2-1 | 3-2 | 5-0 |
| 3    | Slovaquie     | 10  | 8 | 3 | 1 | 4 | 11 | 9  | +2   |  | Slovaquie                  | 1-2 | 0-1 |     | 1-1 | 4-0 |
| 4    | Macédoine     | 6   | 8 | 1 | 3 | 4 | 11 | 14 | -3   |  | Macédoine                  | 1-2 | 1-2 | 0-2 |     | 3-1 |
| 5    | Liechtenstein | 1   | 8 | 0 | 1 | 7 | 2  | 22 | -20  |  | Liechtenstein              | 0-2 | 0-3 | 0-2 | 1-1 |     |

## Groupe 8
| Rang | Équipe   | Pts | J | G | N | P | Bp | Bc | Diff |  | Résultats (▼ dom., ► ext.) |     |     |     |     |     |
| ---- | -------- | --- | - | - | - | - | -- | -- | ---- |  | -------------------------- | --- | --- | --- | --- | --- |
| 1    | Bulgarie | 17  | 8 | 5 | 2 | 1 | 13 | 4  | +9   |  | Bulgarie                   |     | 2-0 | 2-2 | 2-0 | 2-1 |
| 2    | Croatie  | 16  | 8 | 5 | 1 | 2 | 12 | 4  | +8   |  | Croatie                    | 1-0 |     | 4-0 | 0-0 | 2-0 |
| 3    | Belgique | 16  | 8 | 5 | 1 | 2 | 11 | 9  | +2   |  | Belgique                   | 0-2 | 2-1 |     | 2-0 | 3-0 |
| 4    | Estonie  | 8   | 8 | 2 | 2 | 4 | 4  | 6  | -2   |  | Estonie                    | 0-0 | 0-1 | 0-1 |     | 2-0 |
| 5    | Andorre  | 0   | 8 | 0 | 0 | 8 | 1  | 18 | -17  |  | Andorre                    | 0-3 | 0-3 | 0-1 | 0-2 |     |

## Groupe 9
| Rang | Équipe               | Pts | J | G | N | P | Bp | Bc | Diff |  | Résultats (▼ dom., ► ext.) |     |     |     |     |     |
| ---- | -------------------- | --- | - | - | - | - | -- | -- | ---- |  | -------------------------- | --- | --- | --- | --- | --- |
| 1    | Italie               | 17  | 8 | 5 | 2 | 1 | 17 | 4  | +13  |  | Italie                     |     | 4-0 | 1-1 | 2-0 | 4-0 |
| 2    | Pays de Galles       | 13  | 8 | 4 | 1 | 3 | 13 | 10 | +3   |  | Pays de Galles             | 1-0 |     | 2-3 | 1-1 | 4-0 |
| 3    | Serbie-et-Monténégro | 12  | 8 | 3 | 3 | 2 | 11 | 11 | 0    |  | Serbie-et-Monténégro       | 1-1 | 1-0 |     | 2-0 | 2-2 |
| 4    | Finlande             | 10  | 8 | 3 | 1 | 4 | 9  | 10 | -1   |  | Finlande                   | 0-2 | 0-2 | 3-0 |     | 3-0 |
| 5    | Azerbaïdjan          | 4   | 8 | 1 | 1 | 6 | 5  | 20 | -15  |  | Azerbaïdjan                | 0-2 | 0-2 | 2-1 | 1-2 |     |

## Groupe 10
| Rang | Équipe               | Pts | J | G | N | P | Bp | Bc | Diff |  | Résultats (▼ dom., ► ext.) |     |     |     |     |     |
| ---- | -------------------- | --- | - | - | - | - | -- | -- | ---- |  | -------------------------- | --- | --- | --- | --- | --- |
| 1    | Suisse               | 15  | 8 | 4 | 3 | 1 | 15 | 11 | +4   |  | Suisse                     |     | 2-2 | 2-0 | 3-2 | 4-1 |
| 2    | Russie               | 14  | 8 | 4 | 2 | 2 | 19 | 12 | +7   |  | Russie                     | 4-1 |     | 4-2 | 4-1 | 3-1 |
| 3    | République d'Irlande | 11  | 8 | 3 | 2 | 3 | 10 | 11 | -1   |  | République d'Irlande       | 1-2 | 1-1 |     | 2-1 | 2-0 |
| 4    | Albanie              | 8   | 8 | 2 | 2 | 4 | 11 | 15 | -4   |  | Albanie                    | 1-1 | 3-1 | 0-0 |     | 3-1 |
| 5    | Géorgie              | 7   | 8 | 2 | 1 | 5 | 8  | 14 | -6   |  | Géorgie                    | 0-0 | 1-0 | 1-2 | 3-0 |     |

## Barrages
| Équipe 1 | Résultat | Équipe 2       | Aller le 15 novembre 2003 | Retour le 19 novembre 2003 |
| -------- | -------- | -------------- | ------------------------- | -------------------------- |
| Écosse   | 1 - 6    | Pays-Bas       | 1 - 0                     | 0 - 6                      |
| Croatie  | 2 - 1    | Slovénie       | 1 - 1                     | 1 - 0                      |
| Russie   | 1 - 0    | Pays de Galles | 0 - 0                     | 1 - 0                      |
| Lettonie | 3 - 2    | Turquie        | 1 - 0                     | 2 - 2                      |
| Espagne  | 5 - 1    | Norvège        | 2 - 1                     | 3 - 0                      |

## Les qualifiés
Les 16 équipes qualifiées pour le tournoi final sont :
| - Portugal (pays organisateur) - France (tenant du titre) - Italie - Tchéquie - Grèce - Angleterre - Allemagne - Bulgarie | - Danemark - Suède - Suisse - Pays-Bas - Croatie - Lettonie - Espagne - Russie |  |